# Juan Gómez (futebolista mexicano)
Juan Gómez González (26 de junho de 1924 – 9 de maio de 2009) foi um futebolista mexicano que atuava como defensor.
Ele jogou no Atlas e disputou a Copa do Mundo de 1954 com a seleção nacional.